# Tell Me (You're Coming Back)
Pour les articles homonymes, voir Tell Me.
Singles de The Rolling Stones
Not Fade Away
(1964) It's All Over Now
(1964)
Tell Me (You're Coming Back) est une chanson des Rolling Stones parue en avril 1964 sur le premier album du groupe, simplement intitulé The Rolling Stones. En juin de la même année, cette ballade est éditée en 45 tours aux États-Unis et s'y classe 24e. C'est le premier single du groupe à mettre en face A une composition originale de Mick Jagger et Keith Richards, et non une reprise. C'est aussi dans l'absolu la première chanson signée du duo à être publiée en disque.

## Historique

### Genèse
Écrite par le chanteur Mick Jagger et le guitariste Keith Richards, Tell Me est une ballade pop. Dans une revue de chanson pour AllMusic, le critique Richie Unterberger a commenté: "Il convient de souligner ... que les Rolling Stones, même en 1964, étaient plus polyvalents et ouverts à la musique non-blues que ce qui est souvent reconnu."  Les deux précédents singles des Rolling Stones confirment cette observation : l’un avait été  I Wanna Be Your Man  écrit par Lennon-McCartney (enregistré plus tard par les Beatles également) ; un autre était Not Fade Away de Buddy Holly.
Jagger déclare dans une interview de 1995 avec le magazine Rolling Stone: « ['Tell Me'] est très différent de faire ces covers de rythm and blues ou de Marvin Gaye et tout ce genre là. (...) C’est une chanson très pop, par opposition à toutes les chansons de blues et aux reprises de Motown, ce que tout le monde faisait à l’époque. »
Les paroles semblent traiter d'une rupture amoureuse et de la tentative du chanteur de reconquérir l’amour perdu. Cela s'écoute notamment avec le refrain " Tell me you are coming back to me" , traduisible en  "Dis-moi que tu reviendras".
Plus largement, le critique Richie Unterberger ajoute : « Lorsque [Jagger et Richards] ont commencé à écrire des chansons, elles n’étaient généralement pas dérivées du blues, mais étaient souvent étonnamment lentes, dans le genre de morceaux pop de type Mersey ... Tell Me  était jouée à la guitare acoustique, avec un air triste, presque découragé. Sur la fin du morceau, le tempo et la mélodie s’intensifient, avec le refrain qui se répète sous forme de ruminations, comme pour illustrer le nouvel espoir [de l'interprète] dans la reconquête de l'amour perdu».

### Enregistrement
Tell Me  a été enregistré à Londres en janvier et février 1964; des versions avec et sans Ian Stewart au piano ont été prises. Jagger a déclaré: « Keith jouait la guitare acoustique à 12 cordes et chantait les harmonies dans le même microphone. Nous l’avons enregistré dans ce petit studio dans le West End de Londres appelé Regent Sound, qui était un studio pour enregistrer des démos. Je pense que tout l'album a été enregistré là. » 
Dans une interview de 1971 pour la revue Rolling Stone, Keith Richards raconte " Tell Me ... était un dub, [une sorte de version d'essai] , comme  la moitié des titres de ce premier album, et j'ajoutais la basse quand Bill n´était pas là . On se disait « Enregistrons-la tant nous nous en souvenions », et puis on se rendait compte avec surprise : « Oh écoute, la piste 8 , c'est ce dub que nous avons fait il y a quelques mois. ». C’est pour dire le peu de contrôle que nous avions [sur ce processus]. "

## Reprises notables
Tell Me a été reprise par :
- The Grass Roots sur l'album Where Were You When I Needed You (en) (1966)
- The Dead Boys sur l'album We Have Come for Your Children (1978)

## Fiche de production

### The Rolling Stones
- Mick Jagger : chant, chœurs
- Brian Jones : guitare rythmique électrique, tambourin, chœurs
- Keith Richards : guitare acoustique 12 cordes, chœurs
- Charlie Watts : batterie
- Bill Wyman : basse, chœurs
- Ian Stewart : piano

### Équipe de production
- Andrew Loog Oldham : producteur
- Bill Farley : ingénieur du son